# Chatigão (divisão)
Chatigão ou Chitagongue (em bengali: চট্টগ্রাম; romaniz.: Chattagam; em inglês: Chittagong) é uma das divisões do Bangladexe, sua capital é a cidade de Chatigão. 

## Distritos
1. Chatigão
2. Cox’s Bazar
3. Brahmanbaria
4. Chandpur
5. Comilla
6. Khagrachhari
7. Feni
8. Lakshmipur
9. Noakhali
10. Rangamati
11. Bandarban